# Jan Schiller (atlet)
Jan Schiller (* 17. ledna 1985) je český atlet, který závodí za ASK Slavia Praha, zaměřuje se především na běh na 200 metrů a běh na 400 metrů.
Na mistrovství České republiky mužů a žen v atletice v roce 2006 obsadil v běhu na 200 metrů třetí místo s časem 21,02 s, čímž si vybojoval účast na Mistrovství Evropy v atletice 2006 v Göteborgu, kde se s časem 21,12 s umístil na 34. místě. I přes relativní neúspěch (jen těsně nepostoupil z rozběhů), bylo jeho vystoupení Českým atletickým svazem hodnoceno velice kladně.
Na halovém mistrovství České republiky v atletice 2007 se umístil v běhu na 200 metrů na druhém místě s časem 21,61 s., v roce 2008 byl na Mistrovství České republiky mužů a žen v atletice druhý.